# 채드 도널라
채드 도널라(Chad Donella, 1978년 5월 18일 ~ )는 캐나다의 배우이다.

## 출연 작품
- 롱 키스 굿 나잇
- 데스티네이션
- 쏘우 3D - 깁슨 역